# Nothofidonia saphomeris
Nothofidonia saphomeris är en fjärilsart som beskrevs av Louis Beethoven Prout 1934. Nothofidonia saphomeris ingår i släktet Nothofidonia och familjen mätare. Inga underarter finns listade i Catalogue of Life.